# Centraal-Aziatische Expedities

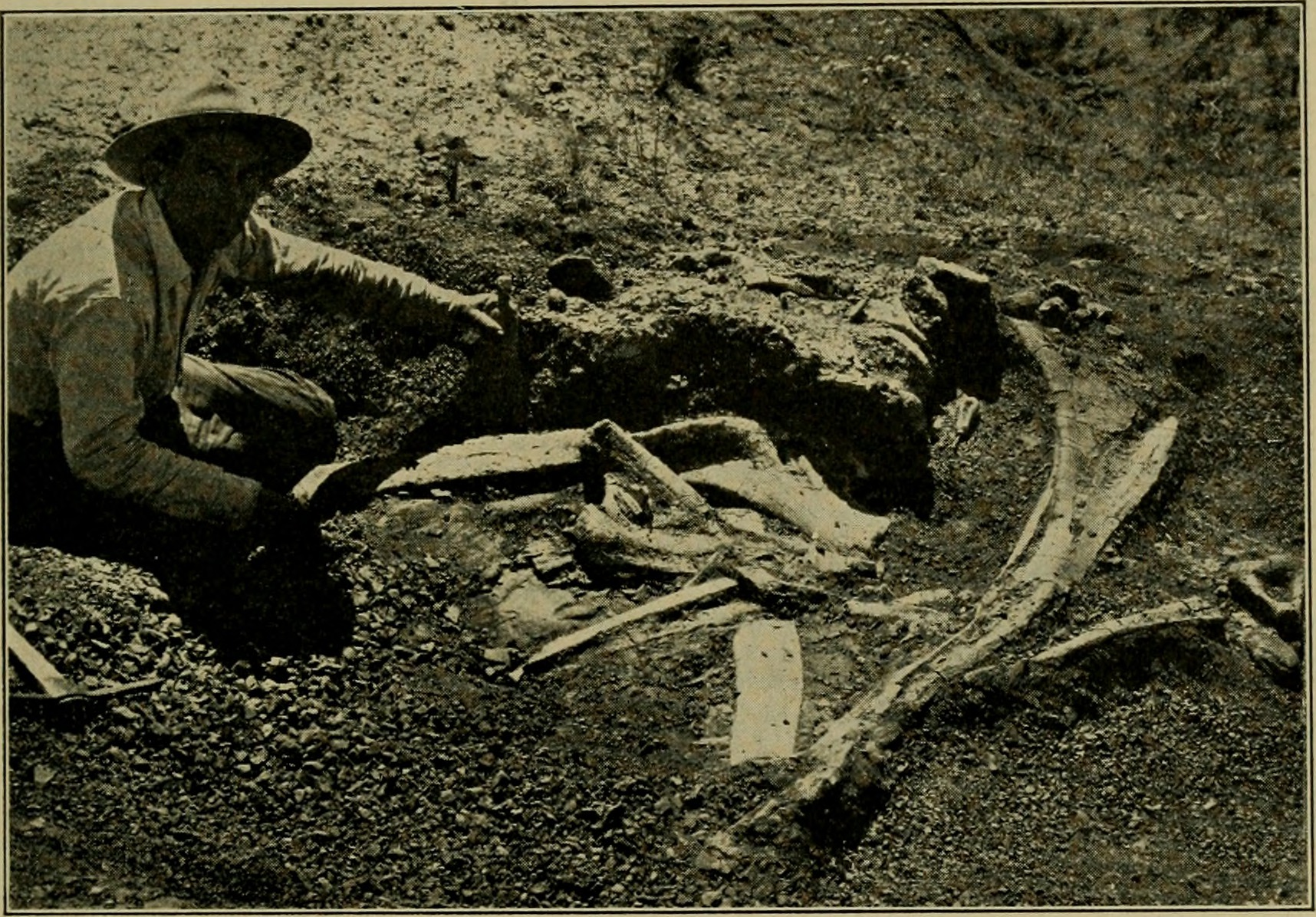
Opgraving tijdens de Centraal-Aziatische Expedities

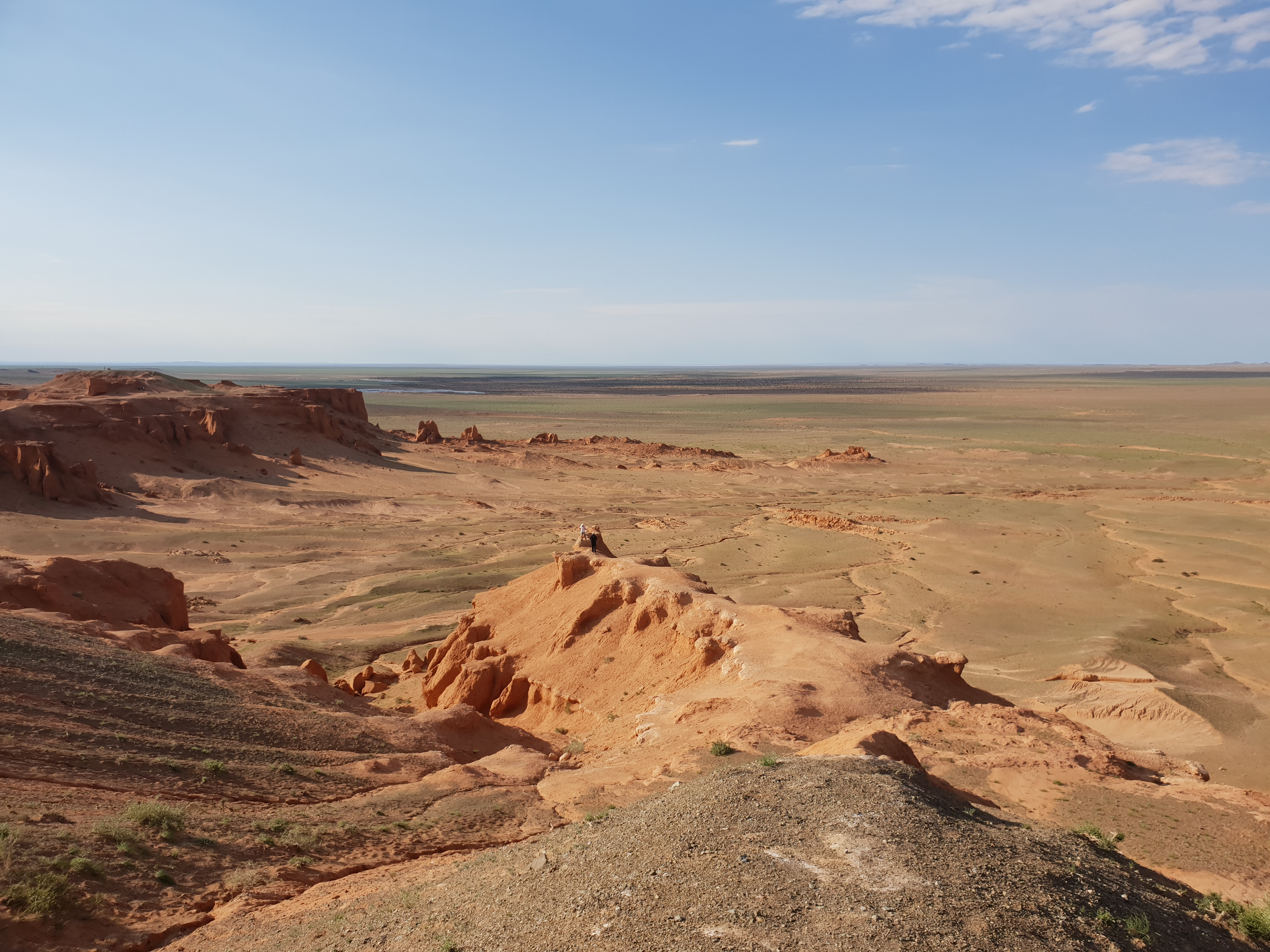
Bajanzag in de Gobiwoestijn

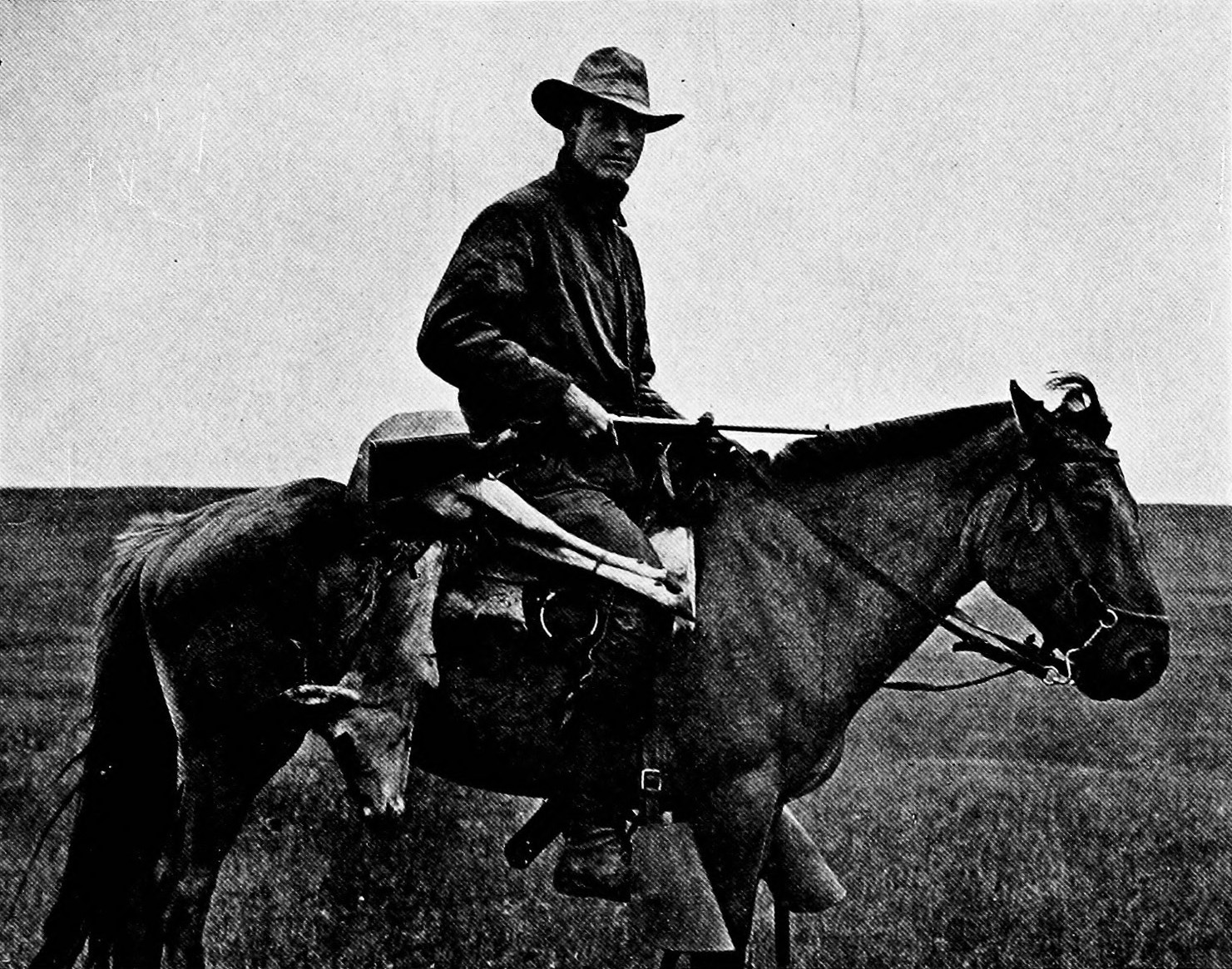
Roy Chapman Andrews te paard in Mongolië

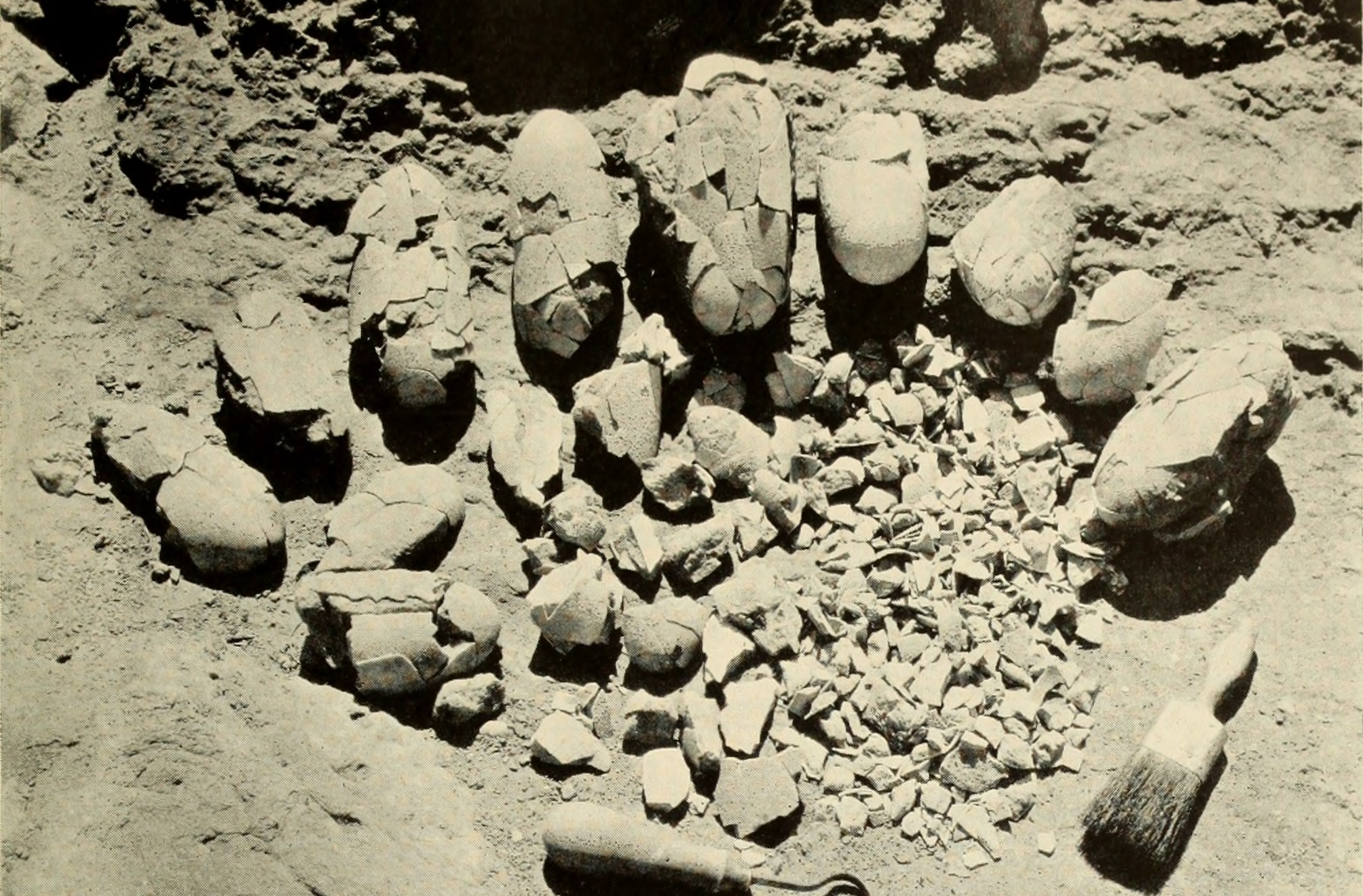
De vondst van dinosauriëreieren

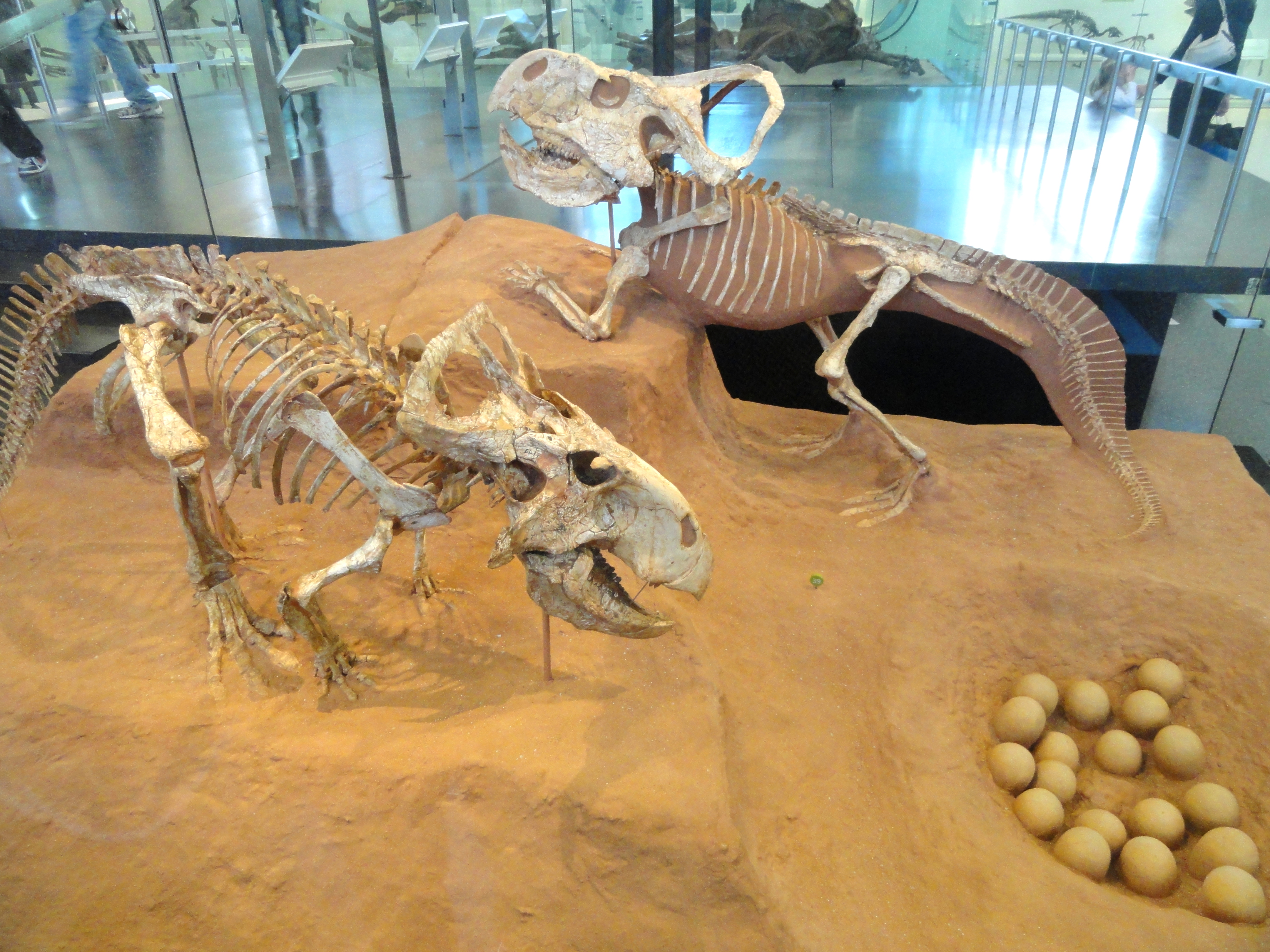
Skeletten van Protoceratops in het American Museum of Natural History

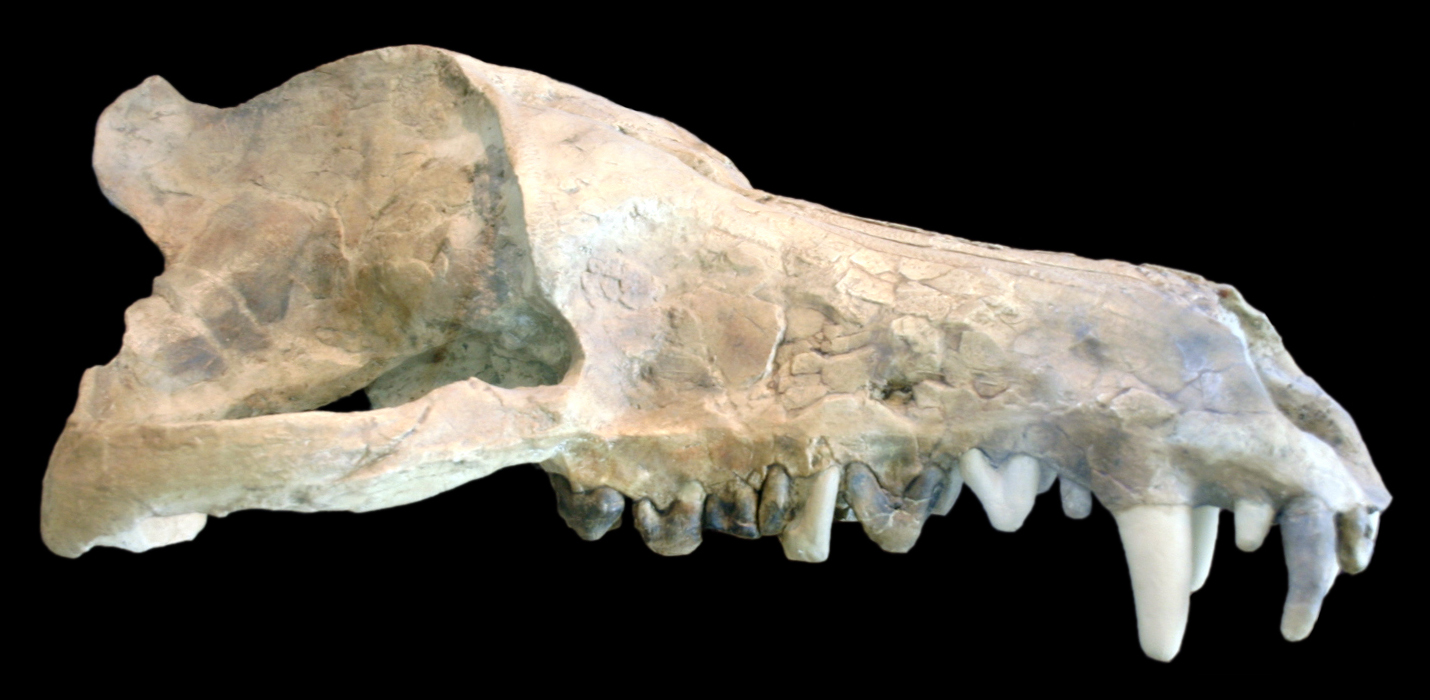
Schedel van Andrewsarchus in het American Museum of Natural History

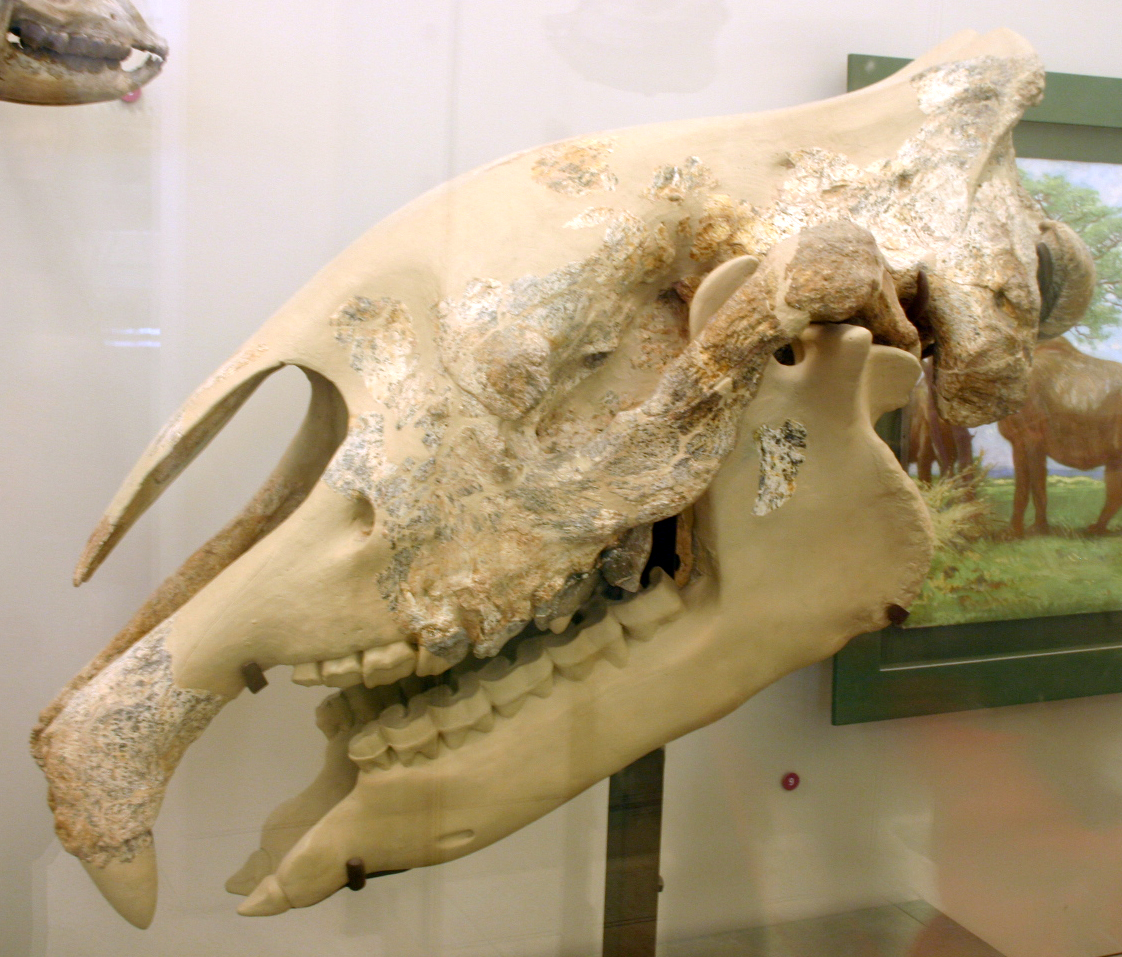
Schedel van van Baluchitherium in het American Museum of Natural History

De Centraal-Aziatische Expedities waren een serie wetenschappelijke expedities van het American Museum of Natural History in New York naar Mongolië en China. Tussen 1921 en 1930 werd door een team onderzoek verricht in de Gobiwoestijn, waarbij een groot aantal objecten voor het museum werd verzameld en meerdere belangrijke paleontologische vondsten werden gedaan, zoals dat van de eerste dinosauriëreieren en inzichten over de evolutie van de zoogdieren.

## Aanleiding en opzet
Henry Fairfield Osborn, de directeur van het American Museum of Natural History, was overtuigd dat de mens oorspronkelijk uit Centraal-Azië afkomstig is, de zogenoemde Out of Asia-theorie. Om bewijzen te vinden zond hij de Centraal-Aziatische expedities uit. De Amerikaans ontdekkingsreiziger Roy Chapman Andrews leidde de expedities. Andrews had al deelgenomen aan twee eerdere wetenschappelijke expedities in Mongolië en China. De First Asiatic Zoological Expedition (1916-1917) had een voornamelijk zoölogisch oogpunt en beperkte zich tot de Chinese provincies Fukien en Yunnan in het zuidwesten van China langs de grenzen met Birma en Tibet. Ook de Second Asiatic Zoological Expedition (1919) naar Mongolië richtte zich op zoölogie, waarbij met name een collectie dierenhuiden en -schedels werd verkregen. 
Zijn ervaringen met deze twee expedities vormden voor Andrews de opmaat voor zijn plannen een grootschaligere expeditie op te zetten. Hij realiseerde zich dat een expeditie van meerdere jaren nodig was om de Gobiwoestijn grondig te kunnen onderzoeken en Andrews streefde naar de grootste landexpeditie die ooit vanuit de Verenigde Staten werd uitgezonden. Osborn was enthousiast over de plannen van Andrews, maar had zorgen om de financiële haalbaarheid. Andrews had echter een plan om sponsors in te schakelen. De plannen voor de grootschalige expeditie vielen in de Roaring Twenties, toen er in de Verenigde Staten sprake was van economische groei met hogere inkomens en meer uitgaven aan luxeproducten. Er was een grote publieke belangstelling voor aansprekende paleontologische vondsten, competitie tussen natuurhistorische musea in de grote Amerikaanse steden en tussen personen uit de hogere sociale klassen. Met de hulp van meer dan zeshonderd individuen en instellingen werd meer dan een half miljoen Amerikaanse dollar verkregen voor de expedities. Onder meer J. P. Morgan en John D. Rockefeller investeerden. Nadat het American Museum of Natural History en Andrews voldoende sponsoring hadden weten in te schakelen, werd het plan in 1921 realiteit. 
De grootschalige expeditie werd aanvankelijk de Third Asiatic Expedition genoemd, maar later werd de naam veranderd naar Central Asiatic Expeditions. Andrews superviseerde alle activiteiten. Walter Willis Granger was tweede man en hoofdpaleontoloog van de expedities. De goed georganiseerde wetenschappelijke staf werd ondersteund door chauffeurs en andere assistenten, in totaal een team van meer dan veertig man. Er werd gebruikgemaakt van gemotoriseerde voertuigen en karavanen van kamelen voor vervoer van goederen zoals benzine. Hoewel de zoektocht naar menselijke fossielen de aanleiding van de expedities was, werden in de praktijk vrijwel alle facetten van wetenschappelijk woestijnonderzoek uitgevoerd.

## De expedities

### 1922
De Centraal-Aziatische expedities bestonden uit vijf seizoenen van onderzoek. In februari 1921 vertrok de expeditie per schip naar China. Toen de voorbereidingen waren afgerond, ging op 21 april 1922 de eerste expeditie op weg. In 1922 reisde de expeditie van het American Museum of Natural History van Kalgan nabij Beijing naar Urga en vervolgens in zuidwestelijke richting naar Tsagan Nor in de Altai-regio om daarna terug te keren naar Kalgan. Tijdens deze expeditie werden duizenden huiden en schedels van zoogdieren verzameld, werd een globaal idee van de geologie van de regio verkregen en werden twaalf geologische formaties met fossielen van gewervelden gevonden. Er werden enkele fossielen van dinosauriërs uit het Vroeg-Krijt gevonden in de Oshih-formatie tijdens de expeditie van 1922, te weten tanden van de sauropode Asiatosaurus en een skelet van Psittacosaurus. In de Hsanda Gol-formatie uit het Oligoceen werd onder meer een zeer complete schedel van de hoornloze neushoorn Paraceratherium, het grootst bekende landzoogdier, gevonden. Vanwege de naderende winter wilde de expeditie in september 1922 de Gobiwoestijn verlaten, maar raakte verdwaald. Per toeval werd zo bij Bajanzag, een bekken met roodoranje zandsteen, de schedel van de gehoornde dinosauriër Protoceratops gevonden.

### 1923
In 1923 richtte het onderzoek zich met name op fossiele vondsten in Binnen-Mongolië en de oostelijke Altai-regio van Buiten-Mongolië. Het team bestond tijdens deze expeditie naast Andrews en Granger uit onder meer geoloog en topograaf Frederick E. Morris en de veldassistenten Peter C. Kaisen, George Olsen en Albert F. Johnson, die veel ervaring hadden opgedaan tijdens opgravingen in Montana en Wyoming. 
De expeditie keerde in juli 1923 terug naar de locatie waar tijdens de expeditie van het voorgaande jaar het holotype van Protoceratops was gevonden. Verder onderzoek op deze locatie leidde tot de opmerkelijkste vondsten van het jaar. In de afzettingen van de Djadochtaformatie uit het Campanien werd een grote rijkdom aan fossielen van dinosauriërs gevonden. Protoceratops was de dominante vorm met fossielen van exemplaren van alle leeftijden, van jongen in het ei tot volgroeide volwassenen. Er werd 72 schedels en twaalf min of meer complete skeletten gevonden van deze dinosauriër tijdens de expeditie van 1923. Johnsen vond bij Bajanzag de eerste fossiele dinosauriëreieren.  Verder werden fossielen gevonden van Pinacosaurus en de saurischiërs Velociraptor, Saurornithoides en Oviraptor. Ook werd in de Djadochtaformatie een schedel met onderkaken van een zoogdier gevonden, behorend tot Djadochtatherium uit de Multituberculata. Het was het eerste Mesozoïsche zoogdier uit Azië dat werd beschreven en de gevonden schedel was pas de tweede gevonden Mesozoïsche zoogdierschedel. Een andere vindplaats van fossielen van dinosauriërs uit het Krijt die in 1923 werd onderzocht, waren de Iren Dabasu Beds met fossiele vondsten van iguanodonten en ornithomimiden.  
Verder leverde de expeditie van 1923 ook belangrijke fossielen van zoogdieren uit het Paleogeen op. In de Irdin Mahna-formatie uit het Midden-Eoceen werden vooral fossielen van brontotheriërs gevonden, maar ook de schedel van het grote carnivore hoefdier Andrewsarchus en twee kiezen van Eudinoceras. De twee kiezen, de eerste in juni gevonden door Andrews en de tweede in september door Osborn bij een bezoek aan de expeditie, werden als zeer belangrijk beschouwd omdat ze gelijkenis vertoonden met de kiezen van Uintatherium en zo op een overeenkomst in fauna wezen tussen Mongolië en Noord-Amerika, meer bepaald de Uinta-formatie, tijdens het Midden-Eoceen. Onderzoek naar de Houldjin Beds van de Hsanda Gol-formatie leverden fossielen van zoogdieren uit het Vroeg-Oligoceen op en in het uiterst westelijke deel van de formatie werden de beste vondsten gedaan. In de Gashato-formatie werden fossielen gevonden van zoogdieren uit het Paleoceen.

### 1925
In 1924 keerde het team terug naar de Verenigde Staten om de vondsten te onderzoeken, vervolgexpedities te plannen en financiering te regelen. Andrews stak veel energie in de promotie en fondsenwerving van de expedities, onder meer door voordrachten, sponsoring en zelfs veiling van een van de gevonden dinosauriëreieren. In 1925 ging de expeditie in noordwestelijke richting tot aan Orok Nor. Er werd onder meer gezocht naar fossielen bij Bajanzag en in de Kholobolchi-formatie uit het Eoceen. Tot de belangrijkste vondsten behoorden die van zoogdieren in de Djadochtaformatie. Na de gevonden zoogdierschedel van 1923, ging het team op zoek naar verdere fossielen van zoogdieren. Bij Shabarakh Usu werden zes nieuwe schedels en tevens enkele kaken gevonden van Deltatheridiidae en Zalambdalestes. De Mongoolse zoogdierfossielen werden als zeer belangrijk beschouwd, niet alleen omdat met afstand de compleetste fossielen van Mesozoïsche zoogdieren waren die tot dan toe waren gevonden, maar met name omdat ze aantoonden dat evolutie van de zoogdieren in het Laat-Krijt al ver gevorderd was en oostelijk Azië een belangrijke rol speelde in de ontwikkeling van de zoogdieren.

### 1926-1929
De expedities van 1926 en 1927 werden geannuleerd vanwege de Chinese Burgeroorlog. De expeditie van 1928 vond volledig plaats in Binnen-Mongolië. Door onenigheid met de Chinese autoriteiten ging de expeditie van 1929 niet door.

### 1930
Tijdens de laatste Centraal-Aziatische expeditie in 1930 werd vanuit kampen nabij de grens van Buiten-Mongolië onderzoek gedaan op het gebied van paleontologie van gewervelden, geologie en topografie. Een van de opmerkelijkste vondsten van deze expeditie werd gedaan door chirurg A. Z. Garber. Net als de twee chirurgen van de eerste expedities had Garber weinig werk als expeditiearts en werd daarom een vurig fossielenzoeker. Hij vond zo de schedel van het carnivore zoogdier Sarkastodon, de grootste bekende vorm uit de Oxyaenodonta, in de Irdin Mahna-formatie. Naast andere fossiele vondsten in de Irdin Mahna-formatie werd verder werd in 1930 opnieuw onderzoek gedaan bij de Houldjin Beds en werd fossiel materiaal van het slurfdier Platybelodon gevonden.
De opbrengsten van de Centraal-Aziatische expedities bestonden uit een enorm aantal observaties, metingen, foto's, films en verzamelingen als materialen voor het American Museum of Natural History en als basis van publicaties in wetenschappelijke tijdschriften. Verschillende dieren die beschreven werden op basis van fossiele vondsten tijdens de Centraal-Aziatische expedities kregen in de geslachts- of soortnaam een eerbetoon aan de twee belangrijkste leden van de expeditieteams, Andrews en Granger. Zo beschreef Osborn Baluchitherium grangeri (inmiddels beschouwd als synoniem voor Paraceratherium) en Andrewsarchus, Granger Protoceratops andrewsi en Gilmore Pinacosaurus grangeri.